# Castel Restor
Castel Restór è un castello medioevale ormai in rovina che si trova nel comune di Comano Terme in provincia di Trento. La costruzione sorgeva sulla sommità del colle chiamato "Dosso della Vedova", ad una altitudine di 730 metri s.l.m., in una posizione dalla quale dominava il settore nord-occidentale dell'altopiano del Bleggio, nelle Giudicarie Esteriori.

## Storia

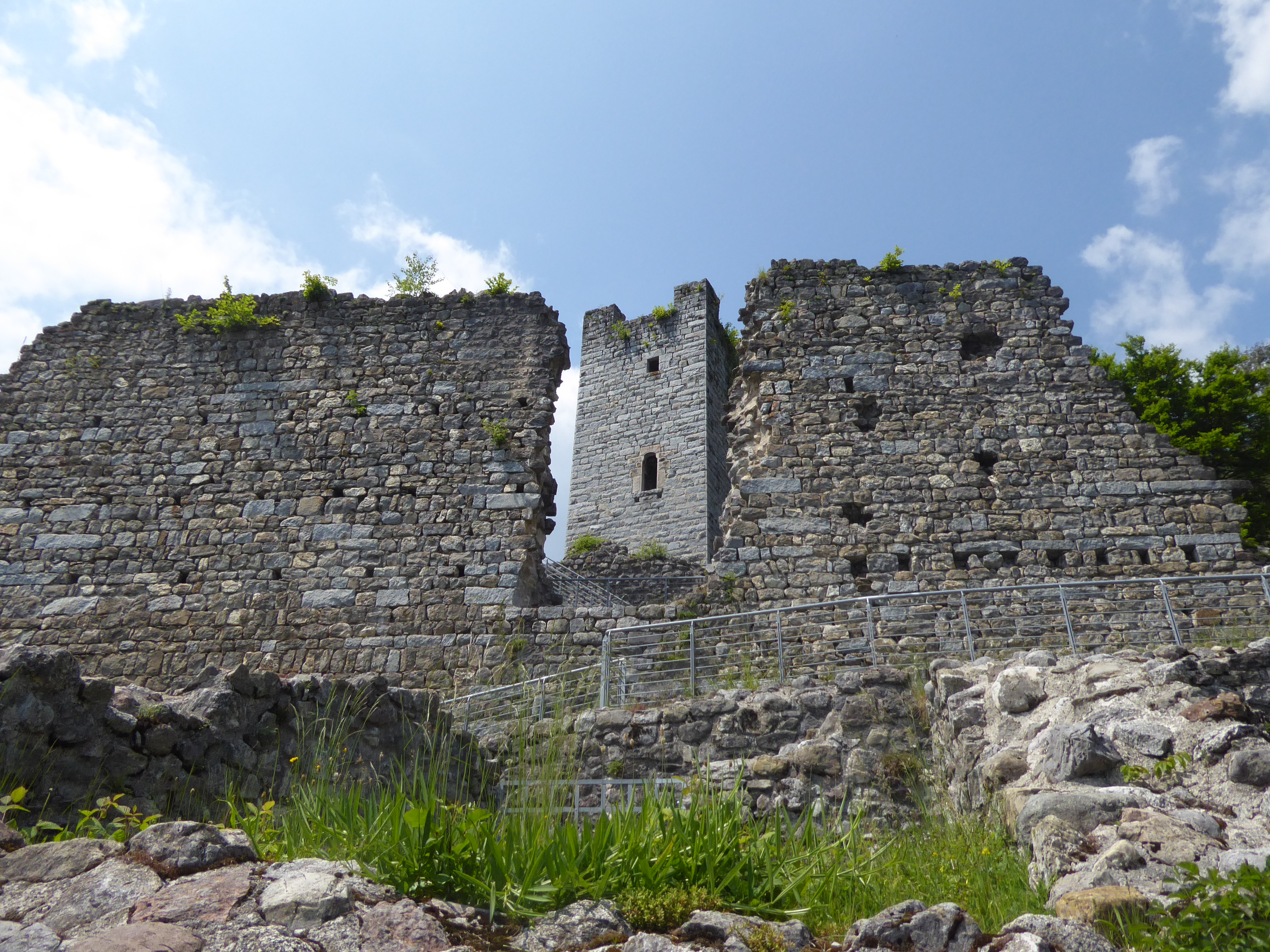
Scorcio dei ruderi

I primi documenti riguardanti il maniero risalgono al gennaio del 1265 quando il principe vescovo di Trento Egnone di Appiano investì Federico d'Arco del feudo su cui poi sarebbe sorto castel Restór. La sua posizione strategica per le comunicazioni tra il Banale, le Giudicarie, il Lomaso e il Basso Sarca, lo fece diventare ben presto centro delle lotte per il potere che vedevano contrapposti i d'Arco, i Campo e i Lodron. Nel documenti scritti risalenti ai secoli dal XIII al XVIII lo si trova citato ripetutamente nelle forme "Ristoro", "Restaurum" e "Restor".
Nel XV secolo durante la guerra tra Milano e Venezia, il castello fu occupato da Erasmo da Narni, detto il Gattamelata, ma venne poi espugnato e distrutto da Paride Lodron detto il Grande. In seguito fu ricostruito e mantenne la sua importanza fino al XVIII secolo quando fu trasformato in un casino da caccia.
Rimase di proprietà dei discendenti dei d'Arco fino agli anni '80 del XX secolo quando, ormai completamente in rovina, fu acquistato dal comune di Bleggio Inferiore. Tra il 2006 e il 2012 è stato ristrutturato e reso più accessibile al pubblico.